# هدى صدقي
هدى صدقي (23 نوفمبر 1980 -)، ممثلة مغربية. من مواليد الرباط. شاركت في العديد من الأعمال المغربية منذ عام 2003.

## أعمالها

### من الأفلام
- 2003: سمك القرش.
- 2003: الذبابة البيضاء.
- 2005: المتاهة.
- 2006: بوكفة.
- 2006: الدية.
- 2008: خربوشة.
- 2009: حجاب الحب.
- 2012: حياة في الوحل.
- 2014: راجل حليمة.
- 2015: القرية المنسية.
- 2019: مول البندير.

### من المسلسلات
- قطار الحياة.
- سلسلة دار مي هنية.
- الربيب.
- لالة فاطمة.
- ياقوت وعنبر.

## روابط خارجية
- هدى صدقي على موقع IMDb (الإنجليزية)
- هدى صدقي على موقع قاعدة بيانات الأفلام العربية
- هدى صدقي على موقع قاعدة بيانات الفيلم (الإنجليزية)
- هدى صدقي على موقع africine
- هدى صدقي على موقع africultures